# 常徳院 (世田谷区)
常徳院（じょうとくいん）は、東京都世田谷区宮坂にある寺院。曹洞宗に属し、山号を「観谷山」という。寺伝などによれば、開基は足利義尚といわれる。本尊の十一面観音像は慈覚大師円仁作と伝えられ、毎年8月20日の開帳には多くの人々が訪れている。

## 歴史
小田急小田原線経堂駅前から世田谷消防署宮の坂出張所や世田谷区役所経堂出張所の前を過ぎて東急世田谷線の宮の坂駅方面に続く道を5分ほど歩くと、左側に常徳院山門へと続く石畳の参道が現れる。曹洞宗に属し、本山は永平寺・總持寺、山号を「観谷山」という。常徳院に敷地の境を接して、乗泉寺世田谷別院（本門佛立宗）が存在する。
かつてこの寺院は「浄徳院」（または浄徳庵）と称し、現在の世田谷区船橋1丁目付近にあったと伝わる。寺伝などによれば、1486年（文明18年）3月に足利義尚が開基となり、多摩郡二俣尾村の海禅寺（東京都青梅市二俣尾に現存）から益芝永謙という僧を迎えて開山とし、宮坂に移転した。ただし、足利義尚の開基説については、法名が「常徳院悦山道治大居士」であったことから唱えられたともいわれる。
常徳院が所蔵する奥州（武蔵）吉良氏関連古文書のうち、中地山城守（吉良氏の家臣）という人物の署名がある吉良氏印判状では、吉良氏朝（吉良頼康の養子）の命によって十一面観音菩薩に立願し、仏供免田200疋を寄進した旨の記述があり、その宛名は「浄徳庵」となっている。吉良氏印判状は1573年（元亀4年）10月18日付のため、浄徳院（浄徳庵）は少なくともこの時期には存在していたことが推定されている。
常徳院は小本寺格の寺院で、経堂駅近くに現存する福昌寺はその末寺である。福昌寺の開基となった松原土佐守弥右衛門は江戸幕府に仕えていた医師で、学識豊かで信心深い人物であった。松原は常徳院から玄畝という名の僧侶（常徳院第8世住職という）を招き、屋敷内に寺を建立した。建立の時期については、1624年（寛永元年）または1626年（寛永3年）3月の2説がある。
その他に世田ヶ谷村字横根にあった善徳院（廃寺）も、常徳院の末寺であった。善徳院は山号を「横根山」といい、1656年（明暦2年）に守頓という僧が開山となって創立されたと伝わる。善徳院は本寺である常徳院に合併されて、1875年（明治8年）2月19日に廃寺となった。
1872年（明治5年）の『臨済宗 曹洞宗 黄檗宗 本末一派寺院明細帳』という資料によると、「境内 二町五反付歩」とあり檀家は160軒であった。1877年（明治10年）の『曹洞宗明細簿』では「檀家 百五拾八戸 境内 千四百拾九坪 官有地」で境外民有地が「六町四反弐畝弐拾八歩」で田や畑、林などが多かった。常徳院の周囲は、1954年（昭和29年）までは雑木林で人家がまばらな地域であり、大正時代にはこの寺から狐火が見えたと伝わる。この付近が急速に開け始めたのは、1927年（昭和2年）4月1日の小田急小田原線開通の時期からで、それ以後は民家が増えていった。隣接する乗泉寺世田谷別院の境内は、かつて常徳院所有の麦畑であった。その後乗泉寺が麻布から移転してきて、この地に堂宇などを構えている。
本尊である十一面観音像は、慈覚大師円仁の作と伝えられる。毎年8月20日の開帳は「明けの観音」といい、午前3時に本堂が開けられる。開帳の日には、早朝から多くの人々が訪れている。
常徳院に隣接して、常徳幼稚園が立地している。この幼稚園は1954年（昭和29年）の創立で、「ほとけの子」としての保育と教育に取り組んでいる。常徳幼稚園は1971年（昭和46年）に新しい園舎を建設し、2008年（平成20年）に耐震工事を完了した。

## 境内と文化財

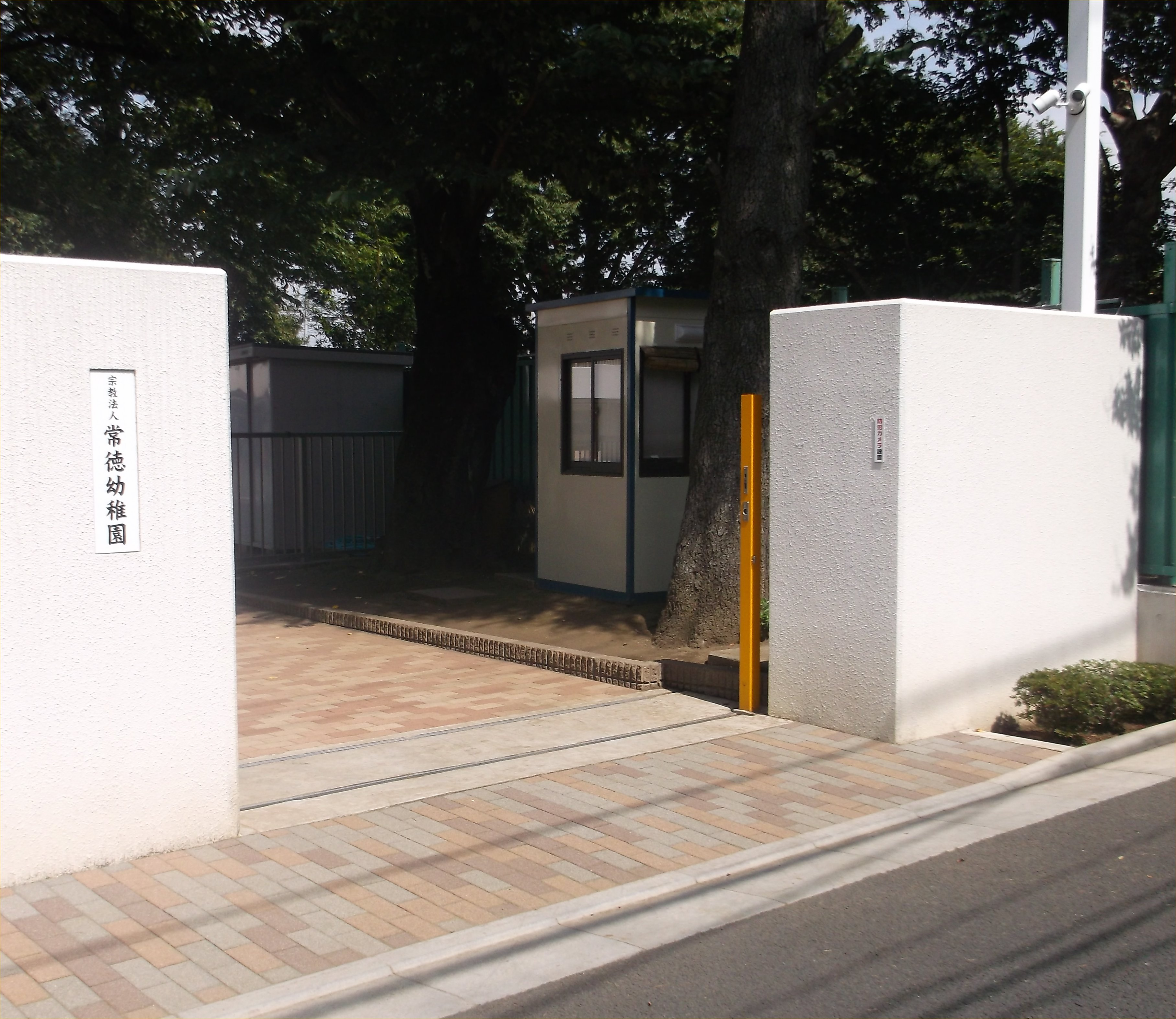
寺に隣接してある常徳幼稚園。

常徳院の参道入り口には、「十一面観世音像」と刻まれた石碑が建てられている。山門を入ると、右側に鐘楼、南向きに本堂があり、本堂の北東側には庫裏を配する。
本堂の屋根は入母屋造で鉄板瓦棒葺、間取りは方丈系の八間取である。建立の年代は、棟札や墨書などの裏付けがないため不詳とされる。1958年（昭和33年）に改修を行ったときは柱を削ってやや細くしたのみで、間取り等は以前の状態を保っている。化政文化期（1804年から1829年）に編纂された『新編武蔵風土記稿』の巻之四十八 荏原郡之十に、「十間ニ七間南向」という記述があって、現在の本堂とほぼ同じ規模であるため、少なくとも『新編武蔵風土記稿』が編纂された化政文化期以前に建立されたことが推定されている。なお、本堂の内陣上にある木鼻などが世田谷区喜多見5丁目にある宝寿院（江戸時代中期に建立）のものと類似していることから、同時期の建立とも考えられている。
本堂の天井部分には、花鳥を描いた極彩色の板絵が施されていて、その数は143面に上る。内訳は本堂内陣に44面、外陣に99面である。内陣の板絵はほとんど獣類を画題としているが、全般に画調は洗練を欠いている上に雨漏りの影響で剥落が多い。外陣の板絵は花鳥のみを題材に取り上げていて、内陣の板絵と比較して彩色などに端正さが見られる。
『世田谷区社寺史料 第三集 絵画・彫刻II・目録編』では、すべての板絵の作者を同一と推定している。内陣の板絵のうち一面に、「緑峰」という款印があるが、この人物については未詳である。板絵の制作年代については、画風などから見て江戸時代末期から明治時代にかけてとされている。
鐘楼の屋根は入母屋造で鉄板瓦棒葺であり、建立年代は『新編武蔵風土記稿』などによって化政文化期以前と推定されている。鐘楼は1958年（昭和33年）に改修した際も、基壇の高さを上げて彩色を補ったのみであった。鐘楼に使われる木鼻の渦紋や柱の風化状況などからも、本堂とほぼ同時期の建立とみられている。
本尊の十一面観音像は、『曹洞宗明細簿』によると木製の坐像で丈は1尺8寸（約54.5センチメートル）という。この十一面観音像について、『新編武蔵風土記稿』の巻之四十八 荏原郡之十では、「相伝フ此本尊ハ吉良氏朝ノ信仏ニシテ当寺ニ寄附スト」との記述がある。ただし、『新編武蔵風土記稿』は続けて「按ニ下ニノスル古文書ノ趣ニヨルニ氏朝ノ寄附セシト云ハ疑フベシ」としている。さらに「此観音ハモトヨリココニタテタルヲ、元亀四年氏朝ノ田地ヲ寄附セシ状アルニヨリ、カク言伝フルナルベシ」として、中地山城守の署名が入った吉良氏印判状の存在に言及している。
本尊の他にも、十王像・達磨像・韋駄天尊像（いずれも木像）、釈迦誕生仏（銅像）、釈迦涅槃像（画像）などを所有している。その他に寄付による仏像や、廃寺となった善徳院旧所蔵の仏像等も常徳院が所蔵する。善徳院旧所蔵の仏像等は、1876年（明治9年）3月5日に常徳院の所蔵となった。常徳院が所蔵する仏像のうち、閻魔王坐像、十王像、釈迦三尊像は1978年（昭和53年）4月1日から1681年（昭和56年）3月31日までの世田谷区社寺調査及びその後3か年にわたって実施された追加調査の対象となった。
常徳院には、古い地蔵菩薩像がいくつか残されている。1735年（享保20年）10月造立の高さ150センチメートル余の地蔵立像は女中念仏講中26名の寄進によるものであり、1865年（慶応元年）の地蔵立像は村中の寄進である。1777年（安永6年）に造立された六地蔵の台座には、多くの銘が刻み込まれている。

## 交通アクセス
所在地
- 東京都世田谷区宮坂2丁目1番11号

交通
- 小田急小田原線経堂駅下車、徒歩7分[6]。